# Tom Arnoux
Tom Arnoux (26 de enero de 2000) es un deportista francés que compite en vela en la clase iQFoil. Ganó una medalla de plata en el Campeonato Mundial de IQFoil de 2025.

## Palmarés internacional
| \| Campeonato Mundial \| Campeonato Mundial \| Campeonato Mundial \| Campeonato Mundial \| \| Año \| Lugar \| Medalla \| Clase \| \| ------------------ \| ------------------ \| ------------------ \| ------------------ \| \| 2025 \| Aarhus (Dinamarca) \| Medalla de plata \| iQFoil \| |                    |                  |        |
| Campeonato Mundial |                    |                  |        |
| Año | Lugar              | Medalla          | Clase  |
| 2025 | Aarhus (Dinamarca) | Medalla de plata | iQFoil |